# Sympetrum frequens
Sympetrum frequens – gatunek ważki z rodziny ważkowatych (Libellulidae). Zazwyczaj uznawany jest za endemit Japonii, jest tam pospolity i szeroko rozprzestrzeniony. Stwierdzany jest też w północnych Chinach. Często spotykane są (zwłaszcza w Korei i Kraju Nadmorskim w Rosji) formy przejściowe między S. frequens a blisko spokrewnionym, kontynentalnym gatunkiem S. depressiusculum, niektórzy sugerowali nawet, by taksony te uznać za podgatunki tego samego gatunku. S. frequens rozmnaża się głównie na tarasowych polach ryżowych. W latach 90. XX wieku na wielu obszarach Japonii odnotowano gwałtowny spadek liczebności tego gatunku.